# Мрежа Мост
ЈП Мрежа Мост је српско радиодифузно предузеће основано 4. јуна 2010. године. Власник је Влада Републике Србије, а седиште се налази на Булевару Михајла Пупина у Београду. Послује на простору Косова и Метохије, а у свом саставу има шест медија, три телевизије и три радио-станице: ТВ Мост из Звечана, РТВ Пулс из Шилова, Радио-Косовска Митровица из Косовске Митровице и РТВ Грачаница из Грачанице.

## Историја
Основано је Одлуком Владе Републике Србије 2010. године. Основни циљ је унапређење информисања на простору Косова и Метохије, као и обезбеђивање услова за објективно, благовремено и истинито информисање грађана Србије о свим важним збивањима на просторима Косова и Метохије, као и продукција информативних, културних, образовних, забавних и других програмских садржаја и емитовање истих путем радио и телевизијских програма емитера.
Поред већ постојећих пословних јединица и дописништава, 2016. године почело је са радом и дописништво у Београду, које је у наведеном периоду, са три мобилне екипе, пратило све важне догађаје у државним и културним институцијама како у Београду, тако и широм централне Србије и окружењу.
Као централна институција око које су окупљени емитери радио и телевизијских програма на српском језику на територији Косова и Метохије, свој програм, преко ТВ Мост из Звечана, од 2013.године, емитује путем Телекома Србије, а од 2016. године и путем кабловски оператора Орион телеком и Супернова, и на тај начин чини доступним све информације и културне садржаје везане за јужну покрајину широм Републике Србије.
Такође од 2017. године успостављена је сарадња са једним бројем националних емитера у Србији, као и са великим бројем локалних телевизија, захваљујући чему се ТВ прилози пословних јединица и електронских медија са КиМ емитују у оквиру њиховог информативног програма.
Сарадњом са Српском православном црквом и институцијама културе на простору Косова и Метохије, даје велики допринос у очувању културног наслеђа и заштити културне баштине Републике Србије.